# Giacomo Durando
Pour les articles homonymes, voir Durando.
Giacomo Durando (né le 4 février 1807 à Mondovì, dans la province de Coni, au Piémont et mort à Rome le 21 août 1894) est un général et homme politique italien.
Il est le frère de Giovanni Durando, chef de l'armée romaine pendant la première guerre d'indépendance italienne et de Marc-Antoine Durando.

## Biographie
Giacomo Durando participe aux mouvements révolutionnaires de 1831 et 1832 pour lesquels il est contraint de se réfugier à l'étranger. Il rentre dans l'armée belge et combat au Portugal en 1833. L'année suivante, il est au service de l'Espagne où il participe à plusieurs batailles. Il obtient le grade de colonel en 1838.
Après un bref séjour en France, il rentre en Italie où il soutient le mouvement libéral. Il crée le journal L'Opinione en 1847. En 1848, il fait partie de ceux qui réclament à Charles-Albert de Sardaigne une constitution.
Au début de la première guerre d'indépendance, il commande le corps de volontaires lombards avec le grade de major général et, à la fin de la guerre, il devient aide de camp du roi. Il est élu au premier parlement piémontais et offre un fort soutien à Cavour. Pendant la guerre de Crimée, il remplace le général Alfonso La Marmora comme ministre de la guerre.
En 1855, il est nommé sénateur, général de corps d'armée l'année suivante, ambassadeur à Constantinople en 1859, et ministre des Affaires étrangères dans le gouvernement de Urbano Rattazzi en 1861.

Il est président du sénat du 23 novembre 1884 au 4 septembre 1887, année où il prend congé de l'armée.

## Décorations

### Décorations italiennes
- Chevalier de l'ordre suprême de la Très Sainte Annonciade - 1887
- Chevalier grand-croix de l'ordre des Saints-Maurice-et-Lazare - 1887
- Chevalier grand-croix de l'ordre de la Couronne d'Italie - 1887
- Grand officier de l'ordre militaire de Savoie - 21 février 1856[2]

### Décorations étrangères
- Chevalier de l'ordre de la Tour et de l'Épée (Portugal)
- Chevalier de grand-croix décoré du grand cordon de l'ordre de l'Immaculée Conception de Vila Viçosa (Portugal)
- Chevalier de l'ordre de Saint-Ferdinand (Espagne)
- Commandeur de l'ordre d'Isabelle la Catholique (Espagne)
- Chevalier de l'ordre de Charles III (Espagne)
- Grand officier de l'ordre national de la Légion d'honneur (France)
- Chevalier de IVe classe de l'ordre du Médjidié (Empire ottoman)
- Chevalier de grand-croix et grand cordon de l'ordre royal de l'Étoile polaire (Suède)

### Sources
- (it) Cet article est partiellement ou en totalité issu de l’article de Wikipédia en italien intitulé « Giacomo Durando » (voir la liste des auteurs).